# Letenská
Letenská ulice na Malé Straně v Praze spojuje křižovatku ulic Klárov, U lužického semináře a Mánesův most s Malostranským náměstím. Od roku 1868 se jmenuje podle kopce Letná, na základě podnětu Karla Jaromíra Erbena.

## Historie a názvy
V středověku vedla ulicí cesta ke vsi Písek (Rybáře) v oblasti dnešní ulice Klárov. Názvy ulice se měnily:
- 14. století – „Písecká“ podle zdejší osady
- později – „Ke svatému Petru jdoucí“ – vedla k zaniklému kostelíku Petra a Pavla
- polovina 18. století
  - část od kostela svatého Tomáše po Malostranské náměstí má název „Radnická“ nebo „Radniční“
  - druhá část ke Klárovu má název „Senovážná“ podle zdejší senné váhy
  - další název „Fortnová“ byl podle fortny (brány), kterou vedl průjezd v Oettingenském paláci
- od roku 1868 – „Letenská“.

## Budovy, firmy a instituce
- Dům U Zlaté lodi – Letenská 1, U lužického semináře 23[3]
- měšťanský dům – Letenská 2[4]
- Windischgrätzovský palác – Letenská 3[5]
- dům U Červeného domku – Letenská 4[6]
- Palác Thurn-Taxisů (též Vrtbovský palác) – Letenská 5–7[7]
- Oettingenský dům – Letenská 6[8]
- dům Obecní dvůr – Letenská 8[9]
- Klášter augustiniánů, bývalý pivovar – Letenská 12[10]
- Dům U Modrého klíče – Letenská 14[11]
- dům U Zlatého kohouta – Letenská 20[12]
- Klášter bosých karmelitek (Malá Strana) – Letenská 21, Josefská 4[13]
- Klášter augustiniánů (Praha) – Letenská 22, Tomášská 28[14]
- Oettingenský palác – Letenská 23, Josefská 6[15]
- Dům U Schnellů – Letenská 24[16]
- Malostranská beseda – Letenská 27, Malostranské náměstí 21[17]